# イアン・ギャリー
イアン・ギャリー（Ian Garry、1997年11月17日 - ）は、アイルランドの男性総合格闘家。ダブリン県ポートマーノック出身。シュートボクセ・ディエゴ・リマ所属。UFC世界ウェルター級ランキング6位。元Cage Warriorsウェルター級王者。イアン・マシャド・ギャリーとも表記される。

## 来歴
10歳からボクシングを始める。その後、アイルランドで開催されたUFC Fight Night: McGregor vs. Brandaoでディエゴ・ブランダオンにKOで勝つなど注目を集め始めていたコナー・マクレガーに憧れていたが、2014年、16歳の高校生の時にバイトをしていたダブリンのスーツ店にマクレガーが来店した際に、SBGアイルランドでのトレーニングを誘われたことで総合格闘技に興味を持ち、柔道を始め18歳の時に黒帯を取得した。ダブリン技術学院に進学するが、総合格闘技に専念するため1年で中退。この際両親に全く相談せずに中退したため、母親から「次のコナー・マクレガーになるなんて絶対にありえない考えよ」と反対された。

### 総合格闘技
19歳でアマチュア総合格闘技デビュー。
2019年2月、21歳の時にCage Warriorsでプロ総合格闘技デビュー。
2021年6月26日、Cage Warriors 125で行われたCage Warriorsウェルター級王座決定戦でジャック・グラントと対戦し、3-0の5R判定勝ち。王座獲得に成功した。試合の翌日にUFCから連絡があり契約し、当時トラブルになっていた所属ジムからサンフォードMMAに移籍した。

### UFC
2021年11月6日、UFC初出場となったUFC 268でジョーダン・ウィリアムズと対戦し、右ストレートで1RKO勝ち。
2021年12月、サンフォードMMAでのトレーニングに集中できるようフロリダ州に移住した。
2023年5月13日、UFC on ABC: Rozenstruik vs. Almeidaでウェルター級ランキング15位のダニエル・ロドリゲスと対戦し、右ハイキックでダウンを奪いパウンドで1RTKO勝ち。パフォーマンス・オブ・ザ・ナイトを受賞した。
2023年8月19日、UFC 292のウェルター級ランキング11位のニール・マグニーと対戦し、3-0の判定勝ち。
2024年2月17日、UFC 298でウェルター級ランキング8位のジェフ・ニールと対戦し、2-1の判定勝ち。
2024年6月29日、UFC 303でウェルター級ランキング14位のマイケル・ペイジと対戦し、3-0の判定勝ち。
2024年12月7日、UFC 310でウェルター級ランキング3位のシャフカト・ラフモノフと対戦し、0-3の5R判定負け。キャリア初黒星を喫した。
2025年4月26日、UFC on ESPN: Machado Garry vs. Pratesでウェルター級ランキング13位のカルロス・プラチスと対戦し、5R終盤にプラチスのパウンドでピンチに陥ったものの、試合全体を通して優勢となり3-0の5R判定勝ち。

## 人物・エピソード
- 2022年2月26日、14歳年上のテレビ司会者レイラ・アンナ＝リー（英語版）と結婚し、2022年10月に息子が誕生した。レイラには前夫との間にも息子がおり、ギャリーは二人の息子が共通の姓を持ち、家族全員が疎外感を感じないようにするため、妻レイラの旧姓をとって二重姓のイアン・マシャド・ギャリーに改名している[12]。

## 戦績
| 総合格闘技 戦績 | 総合格闘技 戦績 | 総合格闘技 戦績 | 総合格闘技 戦績 | 総合格闘技 戦績 | 総合格闘技 戦績 | 総合格闘技 戦績 |
| --------------- | --------------- | --------------- | --------------- | --------------- | --------------- | --------------- |
| 17 試合         | (T)KO           | 一本            | 判定            | その他          | 引き分け        | 無効試合        |
| 16 勝           | 7               | 1               | 8               | 0               | 0               | 0               |
| 1 敗            | 0               | 0               | 1               | 0               | 0               | 0               |

| 勝敗 | 対戦相手                           | 試合結果                                   | 大会名                                                    | 開催年月日     |
| ○    | カルロス・プラチス                 | 5分5R終了 判定3-0                          | UFC on ESPN 66: Machado Garry vs. Prates                  | 2025年4月26日  |
| ×    | シャフカト・ラフモノフ             | 5分5R終了 判定0-3                          | UFC 310: Pantoja vs. Asakura                              | 2024年12月7日  |
| ○    | マイケル・ペイジ                   | 5分3R終了 判定3-0                          | UFC 303: Pereira vs. Procházka 2                          | 2024年6月29日  |
| ○    | ジェフ・ニール                     | 5分3R終了 判定2-1                          | UFC 298: Volkanovski vs. Topuria                          | 2024年2月17日  |
| ○    | ニール・マグニー                   | 5分3R終了 判定3-0                          | UFC 292: Sterling vs. O'Malley                            | 2023年8月19日  |
| ○    | ダニエル・ロドリゲス               | 1R 2:57 TKO（右ハイキック→パウンド）       | UFC on ABC: Rozenstruik vs. Almeida                       | 2023年5月13日  |
| ○    | ソン・ケナン                       | 3R 4:22 TKO（スタンドパンチ連打→パウンド） | UFC 285: Jones vs. Gane                                   | 2023年3月4日   |
| ○    | ゲイブリエル・グリーン             | 5分3R終了 判定3-0                          | UFC 276: Adesanya vs. Cannonier                           | 2022年7月2日   |
| ○    | ダリアン・ウィークス               | 5分3R終了 判定3-0                          | UFC 273: Volkanovski vs. The Korean Zombie                | 2022年4月9日   |
| ○    | ジョーダン・ウィリアムズ           | 1R 4:59 KO（右ストレート）                 | UFC 268: Usman vs. Covington 2                            | 2021年11月6日  |
| ○    | ジャック・グラント                 | 5分5R終了 判定3-0                          | Cage Warriors 125 【Cage Warriorsウェルター級王座決定戦】 | 2021年6月26日  |
| ○    | ロステム・アクマン                 | 2R 2:28 KO（右ハイキック）                 | Cage Warriors 121                                         | 2021年3月19日  |
| ○    | ローレンス・ジョーダン・トレイシー | 1R 4:02 TKO（パウンド）                    | Cage Warriors 119                                         | 2020年12月12日 |
| ○    | ジョージ・マクマナス               | 2R 3:17 TKO（左ハイキック）                | Cage Warriors 115                                         | 2020年9月25日  |
| ○    | マテウス・フィグラク               | 1R 3:41 リアネイキドチョーク               | Cage Warriors 110                                         | 2019年11月9日  |
| ○    | マッテオ・セグリア                 | 2R 1:01 TKO（右ハイキック）                | Cage Warriors: Unplugged 2                                | 2019年9月6日   |
| ○    | ジェームズ・シーハン               | 5分3R終了 判定3-0                          | Cage Warriors 101                                         | 2019年2月16日  |

## 獲得タイトル
- 第15代Cage Warriorsウェルター級王座（2021年）

## 表彰
- UFC パフォーマンス・オブ・ザ・ナイト（1回）